# Hof van Delft (gemeente)
Hof van Delft is een voormalige gemeente in de Nederlandse provincie Zuid-Holland.
Hof van Delft was een hof van de graven van Holland, dat in de tiende eeuw voor het eerst in bronnen wordt genoemd. Vanaf ongeveer 1200 werd Hof van Delft grotendeels uit het hofverband losgemaakt. Na de stadsstichting werd ook grond buiten de stad uit het hofverband gehaald en kreeg het de status van poortland. 
De Hof van Delft besloeg een groot gebied rondom de latere stad Delft, in het noorden begrensd door de Zweth en de Kastanjewetering, in het oosten door de huidige Rijskade en Overgauwseweg, in het zuiden door de huidige Noordpolder van Kethel in het westen door de Tanthofkade, en  het omvatte de Harnaschpolder, Woudse Polder en het oostelijke deel van de Groeneveldse Polder.
Hof van Delft was tot 1795 een ambachtsheerlijkheid en van 1795 tot 1798 een municipaliteit. Van 1798 tot 1811 was Hof van Delft een gemeente, die op 1 januari 1812 werd opgeheven; de grond werd verdeeld tussen de gemeenten Delft en 't Woudt.
Op 1 april 1817 werd deze opdeling ongedaan gemaakt en werd Hof van Delft opnieuw een zelfstandige gemeente. In 1833 werd het grondgebied van de gemeente Hoog- en Woud-Harnasch toegevoegd, in 1855 gevolgd door dat van de gemeente Groeneveld.
Op 1 januari 1921 werd de gemeente Hof van Delft opgeheven; het grootste deel werd bij Delft gevoegd, een kleiner deel bij Schipluiden.

## Geboren
- Aart van der Leeuw (1876-1931), schrijver
- Levinus van Looi (1897-1977), journalist en omroeppionier

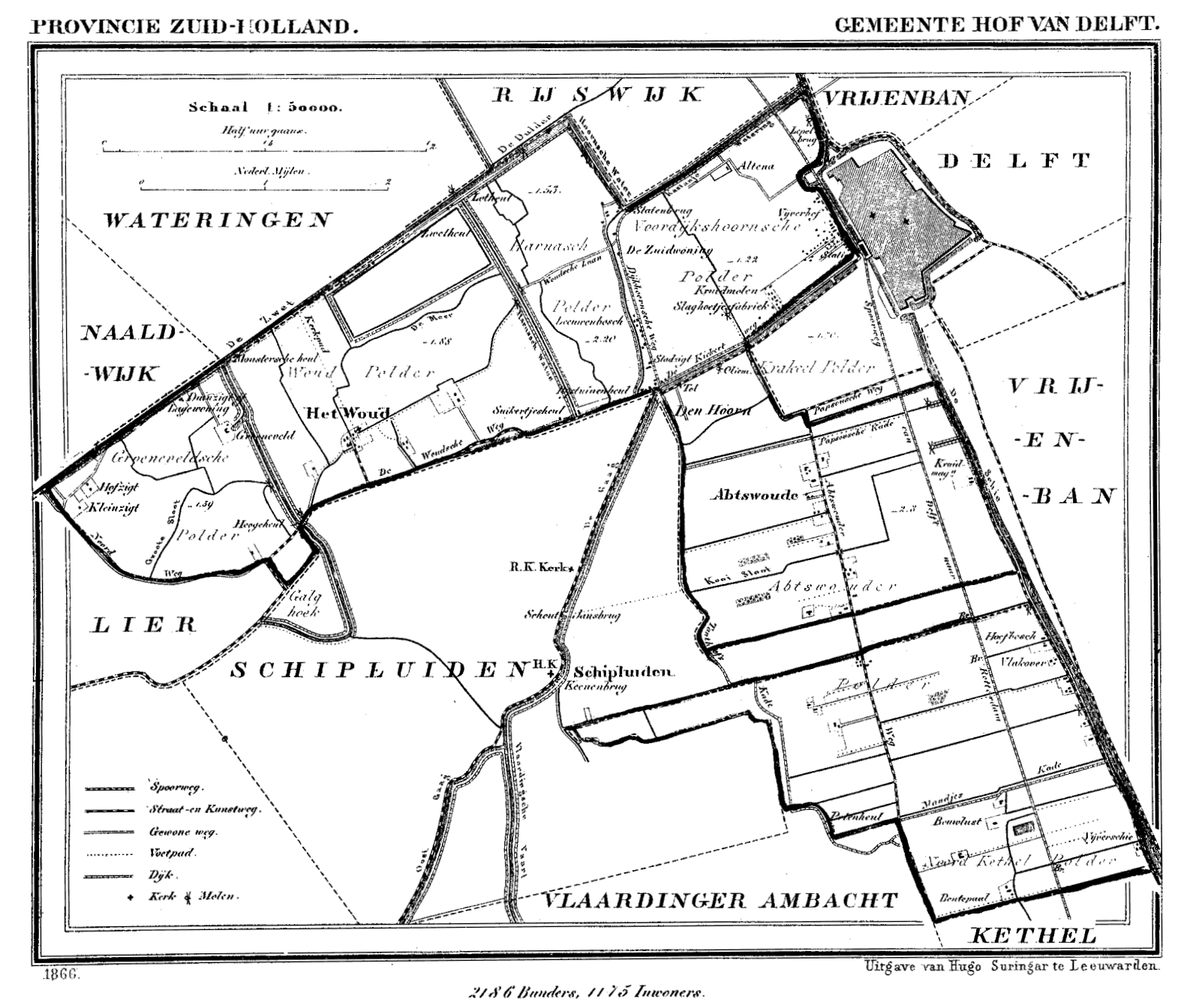
Hof van Delft, 1866